# Генри, Уолли
Уо́лли Ге́нри (англ. Wally Henry; род. 5 мая 1947, Портидж-ла-Прери, Манитоба) — американский кёрлингист и тренер по кёрлингу.

## Достижения
- Чемпионат мира по кёрлингу среди мужчин: бронза (1986, 1991).
- Чемпионат США по кёрлингу среди мужчин: золото (1986, 1991), серебро (1987, 1989).

- Тренер года Ассоциации кёрлинга США (англ. USA Curling Coach of the Year): 2007.[2]

## Команды
| Сезон   | Четвёртый     | Третий       | Второй        | Первый        | Запасной             | Турниры                         |
| ------- | ------------- | ------------ | ------------- | ------------- | -------------------- | ------------------------------- |
| 1985—86 | Стив Браун    | Уолли Генри  | Джордж Годфри | Ричард Маскел | Ханс Гастровски (ЧМ) | ЧСША 1986 · ЧМ 1986             |
| 1986—87 | Стив Браун    | Уолли Генри  | Джордж Годфри | Ричард Маскел |                      | [ 3 ]                           |
| 1987—88 | Стив Браун    | Уолли Генри  | Джордж Годфри | Ричард Маскел |                      | [ 3 ]                           |
| 1988—89 | Стив Браун    | Уолли Генри  | Джордж Годфри | Ричард Маскел |                      | [ 3 ]                           |
| 1990—91 | Стив Браун    | Пол Пустовар | Джордж Годфри | Уолли Генри   | Майк Фрабони         | ЧСША 1991 · ЧМ 1991             |
| 2006—07 | Джефф Гудленд | Stan Vinge   | Уолли Генри   | Джим Уилсон   |                      | ЧСШАВ 2007 · ЧМВ 2007 (4 место) |

(скипы выделены полужирным шрифтом)

## Результаты как тренера национальных сборных
| Год  | Турнир                                              | Сборная              | Место |
| ---- | --------------------------------------------------- | -------------------- | ----- |
| 2003 | Чемпионат мира по кёрлингу среди женщин 2003        | США (женщины)        | 1     |
| 2005 | Тихоокеанско-азиатский чемпионат по кёрлингу 2005   | Тайвань (женщины)    | 5     |
| 2006 | Чемпионат мира по кёрлингу среди женщин 2006        | США (женщины)        | 2     |
| 2007 | Чемпионат мира по кёрлингу среди женщин 2007        | США (женщины)        | 4     |
| 2008 | Чемпионат мира по кёрлингу среди женщин 2008        | США (женщины)        | 7     |
| 2009 | Чемпионат мира по кёрлингу среди женщин 2009        | США (женщины)        | 9     |
| 2010 | Кёрлинг на зимних Олимпийских играх 2010            | США (женщины)        | 10    |
| 2012 | Зимние юношеские Олимпийские игры 2012              | (смешанная команда)  | 5     |
| 2012 | Зимние юношеские Олимпийские игры 2012              | (смешанная пара)     | 3     |
| 2012 | Зимние юношеские Олимпийские игры 2012              | (смешанная пара)     | 5     |
| 2016 | Чемпионат мира по кёрлингу среди юниоров 2016       | (юниоры муж.)        | 2     |
| 2016 | Чемпионат мира по кёрлингу среди смешанных пар 2016 | США (смешанная пара) | 3     |

## Частная жизнь
Его дети тоже кёрлингисты: дочь Дебби Маккормик — чемпионка мира и США, сын Донни (англ. Donnie Henry) играл на чемпионатах США.
Начал заниматься кёрлингом в 1955 в возрасте 8 лет.